# Julian Koch
Julian Koch, né le 11 novembre 1990 à Schwerte, est un footballeur allemand qui évolue au poste de défenseur.